# Peter Seuwen
Peter Seuwen (* 1960 in Neuerburg, Kreis Bitburg) ist ein deutscher Autor und Regisseur. 

## Leben
Nach einem Jurastudium in Mannheim ging er auf die Badische Schauspielschule in Karlsruhe. 1989 folgte er Klaus Weise als dessen Assistent ans Staatstheater Darmstadt und machte dort seine ersten Inszenierungen. 1992 wurde er Leitender Regisseur des Theater im Pott/Theater Oberhausen. Seine Regiearbeiten wurden zu Kinder- und Jugendtheaterfestivals eingeladen, u. a. Das Tier (Niels Höpfner), A Bloody English Garden (Nick Fisher) und Unter Aufsicht (Jean Genet). Die Inszenierung von Paul Maars „Eine Woche voller Samstage“ wurde als einer der 15 besten deutschsprachigen Kinderstück-inszenierungen zu den „Traumspielen“ eingeladen.
Seit 1995 arbeitet er als freier Regisseur und Autor sowohl im Kinder- und Jugendtheater als auch im Abendspielplan u. a. am Staatstheater Kassel, Staatstheater Darmstadt, Theater Krefeld, Theater Heidelberg, Theater Oberhausen, Theater Stendal und an der Landesbühne Hannover.
Seuwen ist verheiratet und hat einen Sohn.

## Publikationen
- Aladin und die Wunderlampe nach 1001 Nacht
- Die Schneekönigin nach Hans-Christian Andersen
- Die Bremer Stadtmusikanten nach den Brüdern Grimm
- Die kleine Meerjungfrau nach Hans-Christian Andersen
- Der kleine Muck nach Wilhelm Hauff
- Das Dschungelbuch nach Rudyard Kipling
- Pinocchio nach Carlo Collodi
- Tom Sawyer nach Mark Twain

## Arbeiten als Regisseur
- Romeo und Julia, William Shakespeare
- Was Ihr wollt, William Shakespeare
- Trüffel (UA), Jens Roselt
- Kunst, Yasmina Reza
- Der aufhaltsame Aufstieg des Arturo Ui, Bertolt Brecht
- Die Jungfrau von Orleans, Friedrich Schiller
- King Kongs Töchter, Theresia Walser
- Wilhelm Tell, Friedrich Schiller
- Das Tier, Nils Höpfner
- Unter Aufsicht, Jean Genet
- The Black Rider, Robert Wilson (u. a.)
- Sucking Dublin, Enda Walsh
- Arsen und Spitzenhäubchen, Joseph Kesselring
- Die Präsidentinnen, Werner Schwab
- Hase Hase, Coline Serreau

## Arbeiten als Regisseur für Kinderstücke
- Aladin und die Wunderlampe, Bühnenfassung von Peter Seuwen nach 1001 Nacht, aufgeführt am Staatstheater Kassel
- Die Bremer Stadtmusikanten, Bühnenfassung von Peter Seuwen nach den Brüdern Grimm, aufgeführt am Staatstheater Kassel
- Die kleine Meerjungfrau, Bühnenfassung von Peter Seuwen nach Hans Christian Andersen, aufgeführt am Staatstheater Kassel
- Die Schneekönigin, Bühnenfassung von Peter Seuwen nach Hans Christian Andersen, aufgeführt am Staatstheater Kassel
- Der kleine Muck, Bühnenfassung von Peter Seuwen nach Wilhelm Hauff, aufgeführt am Staatstheater Kassel
- Das Dschungelbuch, Bühnenfassung von Matthias Lösch / Peter Seuwen nach Rudyard Kipling, aufgeführt am Staatstheater Darmstadt und Staatstheater Kassel
- Mio, mein Mio, Astrid Lindgren, aufgeführt am Staatstheater Kassel
- Pinocchio, Bühnenfassung von Matthias Lösch / Peter Seuwen nach Carlo Collodi, aufgeführt am Staatstheater Darmstadt
- Ameley, der Biber und der König auf dem Dach, Tankred Dorst, aufgeführt am Theater Oberhausen
- Eine Woche voller Samstage, Paul Maar, aufgeführt am Theater Oberhausen, eingeladen zu den Traumspielen als eine der 15 besten deutschsprachigen Kinderstückeinszenierungen
- Der Räuber Hotzenplotz, Otfried Preußler, aufgeführt am Staatstheater Kassel
- Am Samstag kam das Sams zurück, Paul Maar, aufgeführt am Theater Krefeld
- Peter Pan, James Matthew Barrie, aufgeführt am Theater Bruchsal, eingeladen zu den Baden-Württembergischen Theatertagen in Konstanz